# Campylobacter
Campylobacter (grekiska: καμπὐλος/kampylos = böjd, krökt; βάκτρον/baktron = stav, käpp) är ett släkte av gramnegativa bakterier i form av stavar som är böjda och spiralformade. Bakterierna i släktet är zoonoser, vilket innebär att de smittar naturligt mellan djur och människa. Det finns flera olika arter av Campylobacter och de vanligaste ger mag- och tarmbesvär. Campylobacter jejuni förekommer oftare än de övriga arterna. Infektion av Campylobacter förväxlas ofta med Salmonella som har liknande symptom. Campylobacter sprids fekal-oralt samt via kött, grönsaker, opastöriserad mjölk och vatten. Campylobacterinfektion är en allmänfarlig sjukdom och finns reglerad i smittskyddslagen. Den blir då anmälningspliktig, eftersom det är en sjukdom som behöver spåras för att förhindra att fler individer insjuknar.

## Historik
Den första identifieringen av bakterierna tros ha gjorts år 1886 av Theodor Escherich. Han observerade och beskrev icke-odlingsbara spiralformade bakterier som han fann i tjocktarmen på barn med tarmsjukdomar. År 1906 identifierades Campylobacter av de två brittiska veterinärerna John McFadyean och Stewart Stockman. Det första väldokumenterade utbrottet av Campylobacterinfektion ägde rum 1938, då 355 intagna på två statliga institutioner i Illinois drabbades av diarréer.
Släktet Campylobacter föreslogs första gången 1963 av Sebald och Véron och då var endast två arter kända, Campylobacter fetus (C. fetus) och Campylobacter sputorum (C. sputorum). Dessa två arter var tidigare klassade som Vibrio spp. Sebald och Véron använde sig av Hugh och Leifsons test (OF-test) för fermentativ metabolism och tittade på sammansättningen av DNA-baser och kunde då konstatera att C. fetus och C. sputorum inte tillhörde Vibrio spp. utan Campylobacter.
Under åren 1980–2010 har fler än 20 vattenburna utbrott anmälts i Sverige. Det första dokumenterade större svenska utbrottet inträffade i värmländska Grums i oktober 1980 och orsakades av C. jejuni då fler än 380 personer insjuknade.

## Utbredning
Campylobacter är den dominerande bakteriella zoonosen i världen hos människor. WHO uppskattar att Campylobacter infekterar ungefär 1 % av Europas befolkning varje år, medan CDC uppskattar att ca 1,3 miljoner människor i USA drabbas varje år. Emellertid är det endast en mindre del av campylobacterinfektionerna som inrapporteras. I länder i Europa ligger det ungefärliga bekräftade antalet fall per år och miljon invånare i exempelvis Norge på 300, Danmark på 420, Nederländerna på 520 och Tyskland på 534. I USA ligger motsvarande siffra på 130–143 bekräftade fall per år och miljon invånare, vilket utgör ca 45 000 personer i hela USA och endast några få procent av det totala antalet på 1,3 miljoner drabbade. Det har dock skett en ökning av antalet fall med campylobacterinfektioner internationellt de senaste årtiondena; ökningen är säkerställd i Nordamerika, Europa och Australien och är tydlig framförallt i USA. Dock inträffar sällan dödsfall till följd av infektionen.
I utvecklingsländer drabbas barn av Campylobacter i större omfattning än vad barn i industrialiserade länder gör. I utvecklingsländerna är livsmedels- och miljöföroreningar troligen den största orsaken till campylobacterinfektioner, men i de utvecklade länderna tros otillräckligt tillagat kött vara den främsta orsaken.
Djur kan också smittas, men de visar oftast inte tecken på sjukdom. Hos fåglar är Campylobacter vanliga. Bakterierna finns i fåglarnas tarmar och de utsöndras med avföringen. Sedan 1991 har prevalensen av Campylobacter hos kyckling övervakats i Sverige. Campylobacter har setts förekomma inte bara hos fåglar utan även hos svin, hundar, katter och andra djurslag.

## Reproduktion och livslängd
De allra flesta arterna av Campylobacter växer under aeroba förhållanden. Majoriteten av dessa kräver en reducerad syresättning (3–15 % O2) och högre CO2-nivåer (2–10 %). De finns även ett fåtal arter som föredrar en anaerob miljö för tillväxt. Campylobacter är spiralformade bakterier som tar sig fram med hjälp av en polär flagell, bipolär flagell eller utan flagell. Bakteriernas längd varierar mellan 0,5 och 5,0 mikrometer, och deras bredd varierar mellan 0,2 och 0,8 mikrometer.
De flesta arter trivs bäst mellan 37 och 42 °C. Campylobacter jejuni, Campylobacter coli, Campylobacter lari och Campylobacter upsaliensis kan växa vid högre temperaturer (42–43 °C), vilket gör att de ofta benämns termofila Campylobacter.
Bakterierna kan dö i miljöer som är för torra, för syrerika, för varma eller för kalla. C. jejuni är känslig för förändringar av pH-värdet och trivs bäst när det ligger på 6,5–7,5 pH. C. jejuni kan överleva om pH-värdet i levnadsmiljön ligger mellan 4 och 9 pH, men kan inte föröka sig om pH-värdet är under 4,9.

## Symptom och infektionsförlopp
Inkubationstiden för en campylobacterinfektion är oftast 1–3 dygn och det är också då symptomen brukar visa sig, men det kan dröja upp till 10 dygn innan sjukdomen bryter ut. Campylobacterinfektion hos människor orsakas i de flesta fall av C. jejuni eller C. coli. Det krävs en mycket liten dos av bakterien för att insjukna, men en dos på färre än 10 000 bakterier orsakar vanligen inte sjukdom. De vanligaste symptomen är diarré (ibland blodig), magsmärtor, illamående, kräkningar och feber. Har man blivit utsatt för en låg dos kan det dock ta längre tid innan symptomen visas. Infektionens kulmen kan vara i upp till 48 timmar, med smärtor som påminner om blindtarmsinflammation. Beroende på vilken art man blivit utsatt för kan infektionsförloppet variera. Infektion av Campylobacter concisus är exempelvis mer uthållig än C. jejuni eller C. coli. Omkring 80 % av de patienter som blivit infekterade av C. concisus uppger att de har haft diarré i 14 dagar eller längre, jämfört med endast 32 % av dem som blivit infekterade med C. jejuni eller C. coli. Hos ungefär 30 % av dem som drabbats av en campylobacterinfektion startar infektionen med att man upplever influensaliknande symptom: feber, huvudvärk, yrsel och muskelvärk. Några patienter har även visat symptom för hjärnhinneinflammation, såsom nackstelhet och huvudvärk, men utan någon inflammation på hjärnhinnorna. Dessa symptom kan komma upp till tre dagar före buksmärtorna, vilket kan göra det svårt att ställa en korrekt diagnos. Normalt avtar diarréerna efter 3–4 dygn. Det är dock vanligt att buksmärtorna håller i sig ytterligare några dygn. En del patienter tenderar att äta för mycket efter att diarréerna avtagit, vilket kan leda till kraftigare buksmärtor. Oftast läker sjukdomen ut av sig själv och följdsjukdomar orsakade av Campylobacter är ovanliga.
Campylobacter är en bakterie som utsöndras med avföringen hos människor. Med hjälp av en bakterieodling på ett avföringsprov kan bakterien konstateras.
En komplikation av infektionen kan vara ledbesvär (reaktiv artrit) och i sällsynta fall kan även en C. jejuni-infektion leda till Guillain-Barrés syndrom eller Miller Fishers syndrom. Dessa är neurologiska syndrom som kan leda till känselbortfall och förlamning – symtom som är mycket allvarliga om de skulle sätta sig på andningsmuskulaturen.

## Immunitet
Studier visar att ett effektivt immunförsvar är nödvändigt för att skydda sig mot campylobacterinfektioner. Kroppens immunförsvar producerar antikroppar mot bakterierna och frekvent exponering av Campylobacter skapar ett kortsiktigt försvar mot infektion. Bland annat har studier på barn i utvecklingsländer visat att någon form av immunitet framkallas av upprepad exponering för Campylobacter under tidig barndom.
Observationer hos anställda på svenska slakthus stödjer teorin om att frekvent exponering för Campylobacter framkallar ett skydd mot infektion. Nyanställda hade mycket oftare infektioner än vad personal som jobbat under en längre period hade. Dessa observationer indikerar att människor kan utveckla immunitet mot campylobacterinfektion, även om den verkar vara kortlivad.
I dagsläget finns det inga vaccin mot campylobacterinfektion.

## Behandling
Normalt behandlas inte campylobacterinfektion alls utöver symtomlindring och vätskeersättning. Antibiotika används först då följdsjukdomar tillstött, såsom sepsis.

## Förebyggande
- Tvätt av händer med tvål och vatten.[21]
- Beredning av kött och grönsaker med samma skärbräda och redskap bör inte ske utan rengöring mellan.[21]
- Finns smittan i livsmedel och vatten bör det upphettas till +65 °C för att kunna förtäras. Utan provtagning går det inte att veta om bakterien finns i sjukdomsframkallande mängd.[4]
- Förekomsten av infektion av Campylobacter har ökat när fler bakterier har blivit resistenta, varvid en minskning av antibiotika till djur och människor skulle kunna förhindra spridning av bakterien.[1]
- Den vanligaste orsaken till cambylobacterios anses vara förtäring och hantering av kontaminerat kycklingkött.[22] Det bästa sättet att minska förekomsten av Campylobacter hos kycklingar som slaktas  är att undvika koloniseringen av fåglar från början av uppfödningen.[23] Hög biosäkerhet på kycklinggårdar tillsammans med en rad andra faktorer har den bästa skyddande effekten mot introducering av smittan.[24]